# 胡賓王
胡賓王，字时贤，五代十国南汉，韶州曲江县宜寿里（今广东省乳源瑶族自治县乳城镇新兴村）人。
少年致力学问，在山水之间读书。南汉大宝二年（959年），胡宾王中进士。官至中书舍人、知制诰。因为南汉后主劉鋹无道，他辞官回乡。著有《南汉国史》：自刘隐到劉鋹为《五主传》，杨洞潜至陸光圖三十三人为《纯臣传》，又有《具臣》《宦官》《女谒》诸传，共十二卷。北宋统一后，改名《刘氏兴亡录》。以明经授为著作郎。咸平三年（1000年）胡賓王又考上了宋朝的进士。宋真宗任命他为翰林学士。致仕后，在家中去世。为人不苟言笑，为官尽忠职守，经常周济乡里。晚年在县东二十里讲书，为晚唐岭南著名诗人邵谒的诗集《邵谒集》作序。去世后，人们称他的居所为学士里。